# Laurelwood
Laurelwood az Amerikai Egyesült Államok Oregon államának Washington megyéjében elhelyezkedő önkormányzat nélküli település.
A 2000. évi népszámláláskor 501 lakosa volt. A népesség többnyire a Laurelwood Academy egykori diákjaiból és oktatóiból áll, többségük adventista hitű. A település a gastoni tűzoltóság, valamint a gastoni tankerület lefedettségébe tartozik, a vezetékes vizet a Laurelwood Water Co-op biztosítja. Legfontosabb útja a Laurelwood Road.
Nevét a babérnak hitt fákról kapta, amikről később kiderült, hogy valójában szamócák. Egy iszapos talajtípust is ugyanígy hívnak.

## Története
Az első telepesek 1860 körül érkeztek a mai Gaston keleti részére; Laurelwood R. D. Walker telkén fekszik. Az adventisták 1904-ben megnyitották a Laurelwood Academyt, 1965-ben pedig hatvan főt foglalkoztató bútorgyárat alapítottak. A Laurelwood Academy 1985-ben megszűnt, de 1988-ban öregdiákok egy csoportja megvásárolta és újranyitotta. 2007-ben az iskola Eugene-be költözött.
1977 augusztusában négy személyt – egy 24 éves nőt, két hét éves lányát, 19 éves fiát és annak barátját – megöltek, miután az anya tanúskodott a Hells Angels motorosklub egyik vezetője ellen. A vád szerint a gyilkosságokra Robert G. McClure-t Odis Garrett, a klub egyik vezetője bérelte fel.
1986-ban a fafeldolgozó, 1988-ban pedig a bútorgyár is bezárt. 1988-ban alacsony biztonsági fokozatú börtönt nyitottak volna, de a lakosság ellenzése miatt erre nem került sor. 1992-ben Marvin McDougal, a Laurelwood Academy öregdiákja 54 lakóház építését jelentette be; a megye ehhez először hozzájárult, de a lakosok ellenzése miatt döntésüket visszavonták.

## Laurelwood Academy
A Laurelwood Academy 1904-ben nyílt meg Walker telkén, aki a kezdeti húszezer négyzetméter után további területet is eladott. 1908-ban kápolna épült. Megnyitásakor igazgatója Robert Arye volt; oktatás elsőtől tizedik évfolyamig folyt, de 1907-től J. L. Kay alatt tizenkét évfolyamosra bővítették. Első végzőse Henry Dirkson volt. 1976-ban 350 diákja volt. 1950-ben az intézménnyel szemközt azzal kapcsolatban nem álló általános iskola nyílt.
1925-ben tanműhely, 1943-ban adminisztrációs épület, 1957-ben pedig templom épült. Az adventista intézmények tanulólétszámának csökkenése miatt 1985-ben bezárt, de öregdiákok 1988-ban újranyitották. 2007-ben Eugene-be költöztették, ekkor 90 diákja volt. Az egykori épületben később Carol és Louis Torres iskolája, valamint az Ananda Laurelwood spirituális szeánsz működött.

## Fordítás
- Ez a szócikk részben vagy egészben  a   Laurelwood, Oregon című angol Wikipédia-szócikk ezen változatának fordításán alapul.  Az eredeti cikk szerkesztőit annak laptörténete sorolja fel. Ez a jelzés csupán a megfogalmazás eredetét és a szerzői jogokat jelzi, nem szolgál a cikkben szereplő információk forrásmegjelöléseként.